# Zacharias Nielsen (1821–1892)
Zacharias Nielsen (født 16. september 1821 i Sandavágur, død 15. januar 1892) var en færøsk sysselmand og politiker. Han var indvalgt i Lagtinget fra Vágar 1863–1891.
Han var far til sysselmanden og politikeren Zacharias Nielsen.